# Bill Nunn
Pour les articles homonymes, voir Nunn.
William Goldwyn Nunn III, dit Bill Nunn, est un acteur américain, né le 20 octobre 1953 à Pittsburgh en Pennsylvanie et mort le 24 septembre 2016 dans la même ville.

## Biographie
Bill Nunn est notamment connu pour son rôle de « Radio Raheem » dans Do the Right Thing de Spike Lee en 1988, et comme le garde du corps de Nino Brown, Duh Duh Duh Man dans New Jack City.
Atteint d'une leucémie, il décède à son domicile à l'âge de 62 ans.

## Filmographie

### Au cinéma
- 1981 : L'Anti-gang de Burt Reynolds
- 1987 : School Daze de Spike Lee
- 1989 : Do the Right Thing de Spike Lee
- 1989 : Glory d'Edward Zwick
- 1990 : Succube de James Bond III
- 1990 : Cadillac Man de Roger Donaldson
- 1991 : À propos d'Henry de Mike Nichols
- 1991 : New Jack City de Mario Van Peebles
- 1992 : Sister Act d'Emile Ardolino
- 1993 : Alarme fatale de Gene Quintano
- 1994 : Last Seduction de John Dahl
- 1995 : Canadian Bacon de Michael Moore
- 1995 : Candyman 2 de Bill Condon
- 1995 : Dernières heures à Denver de Gary Fleder
- 1995 : Money Train de Joseph Ruben : le conducteur de train
- 1996 : À l'épreuve des balles d'Ernest R. Dickerson
- 1996 : Mesure d'urgence de Michael Apted
- 1997 : Le Collectionneur de Gary Fleder
- 1997 : Mad City de Costa-Gavras
- 1997 : Quicksilver Highway (téléfilm) : Len
- 1998 : La Légende du pianiste sur l'océan de Giuseppe Tornatore
- 1998 : Embuscade d'Ernest R. Dickerson
- 1998 : Menace extrême d'Alan Metzger
- 2002 : Spider-Man de Sam Raimi : Joseph « Robbie » Robertson
- 2002 : Influences de Daniel Algrant : révérand Lyle Blunt
- 2003 : Le Maître du jeu (Runaway Jury) de Gary Fleder
- 2004 : Spider-Man 2 de Sam Raimi : Joseph « Robbie » Robertson
- 2006 : Champions de David Wike
- 2007 : Rex, chien pompier de Todd Holland
- 2007 : Spider-Man 3 de Sam Raimi : Joseph « Robbie » Robertson
- 2007 : Randy and the Mob de Ray McKinnon
- 2007 : Un raison au soleil de Kenny Leon (en) (téléfilm)
- 2008 : Little Bear and the Master de Fred Dresch
- 2009 : Help Me, Help You de Ravi Godse
- 2012 : De leurs propres ailes de Daniel Barnz

### À la télévision
- 2014-2015 : Sirens : « Cash », ambulancier.